# Flettner Fl 185
Il Flettner Fl 185 era un elicoplano sperimentale monoposto dotato di rotore tripala realizzato dall'azienda tedesca Flettner Flugzeugbau GmbH nel 1936.
Sviluppato da Anton Flettner sulla base delle esperienze fatte sul Flettner Fl 184, il nuovo modello poteva essere considerato a tutti gli effetti un elicottero, pur nella sua insolita configurazione molto vicina all'aspetto del suo predecessore.

## Storia del progetto
Il progetto era stato commissionato dalla Kriegsmarine interessata a valutare un velivolo con caratteristiche ed impieghi simili agli autogiro Avro 671 Rota, i Cierva C.30 prodotti su licenza, in forza alla Fleet Air Arm. Flettner cercò quindi di sviluppare ulteriormente i concetti utilizzati sull'Fl 184 per creare un velivolo più versatile e di superiore concezione tecnica.
Malgrado la richiesta da parte del Reichsluftfahrtministerium della realizzazione di due prototipi, Flettner preferì concentrarsi sulla realizzazione del successivo sviluppo dell'idea iniziale, quello che doveva essere il definitivo Flettner Fl 265 maturo per la produzione in serie. L'unico Fl 185, immatricolato D-EFLT, si staccò da terra verso la fine del 1937.

## Tecnica
L'Fl 185 presentava un aspetto generale a prima vista ancora molto simile ad un normale aereo. La fusoliera era ancora ispirata ad una disposizione classica dei componenti principali. Il motore, un radiale BMW-Bramo 314 C a 7 cilindri da 110 kW (150 PS), era posizionato sul muso del velivolo, racchiuso in una cappottatura NACA, così come l'elica di piccole dimensioni che aveva la sola funzione di contribuire al raffreddamento del motore. La fusoliera, realizzata in tecnica mista, era dotata di un abitacolo chiuso dall'ampia superficie vetrata e terminava posteriormente in un'ampia pinna che integrava anche le funzioni dei piani verticali di coda. Il rotore era singolo a tre pale, del diametro di 12 metri, posizionato sulla parte superiore del velivolo e riceveva il moto tramite un riduttore di velocità posizionato davanti alla cabina di pilotaggio ed un sistema di alberi motore. Questi collegavano anche un paio di eliche a passo variabile poste all'apice di due strutture trasversali posizionate sulla linea del rotore principale. Queste ultime, quella di destra in configurazione traente e quella di sinistra in configurazione spingente, avevano il compito di compensare la coppia rotazionale stabilizzando così l'assetto del velivolo. Il carrello quadriciclo, che aveva il solo compito di sostenere il peso del velivolo appoggiato a terra, era munito di ruote, la prima posizionata nella parte anteriore della fusoliera sotto il motore, più altri due ruotini collegati alle strutture laterali completati da un ulteriore ruotino di coda.